# Rostockerhandboken
Rostockerhandboken trycktes i Danmark 1529. Enligt 1921 års koralbok med 1819 års psalmer hämtades minst en tonsättning som publicerades första gången 1553 i Sverige i koralsamlingen Een lijten Song-book (till psalmerna nr 139, 265 och 522). Tonsättningens ursprung anges i koralboken som av "ovisst men troligen medeltida ursprung". I senare psalmböcker anges att melodin (Bess-dur, 4/4 alt. 2/2) är från en sanctus-trop på 1300-talet, bearbetad 1529. Melodin användes även i 1697 års koralbok till psalmen Dig vare lov och pris, o Krist (nr 191).

## Psalmer
- Vi lovar dig, o store Gud (1819 nr 139, 1986 nr 55) "Melodins huvudtext". Finns på Wikisource.
  - Dig vare lov och pris, o Krist (1695 nr 191, 1819 nr 265, 1986 nr 334)
  - Vi tro på Gud, som himmel, jord (1921 nr 522, 1937 nr 27)